# Dendryphantes sacci
Dendryphantes sacci là một loài nhện trong họ Salticidae.
Loài này thuộc chi Dendryphantes. Dendryphantes sacci được Eugène Simon miêu tả năm 1886.